# Évreux
Évreux (wymowaⓘ) – miasto i gmina we Francji, w regionie Normandia, ośrodek administracyjny (prefektura) departamentu Eure, położone nad rzeką Iton.
Według danych na rok 1990 gminę zamieszkiwały 49 103 osoby, a gęstość zaludnienia wynosiła 1856 osób/km² (wśród 1421 gmin Górnej Normandii Évreux plasuje się na 3 miejscu pod względem liczby ludności, natomiast pod względem powierzchni na miejscu 21).
Znajduje się tu pamiątkowa tablica upamiętniająca debiutancki występ grupy The Jimi Hendrix Experience z 13 października 1966 roku.

## Zabytki
- Gotycka katedra (XII - XVII w.)
- Beffroi (Tour de l’Horloge)
- Kościół Saint-Taurin (XII - XV w.)

## Galeria zdjęć

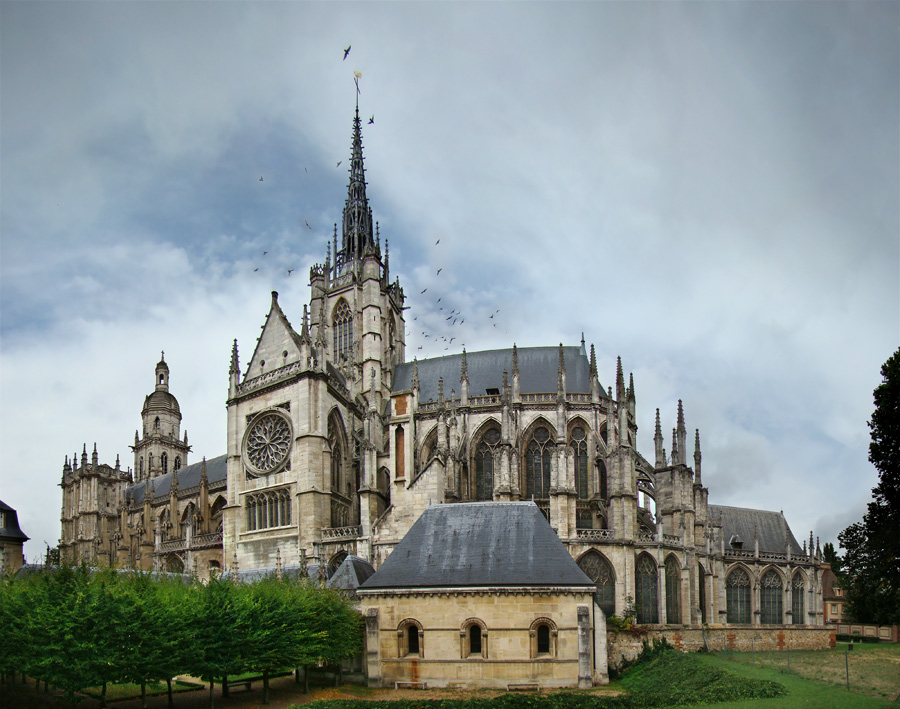
Katedra
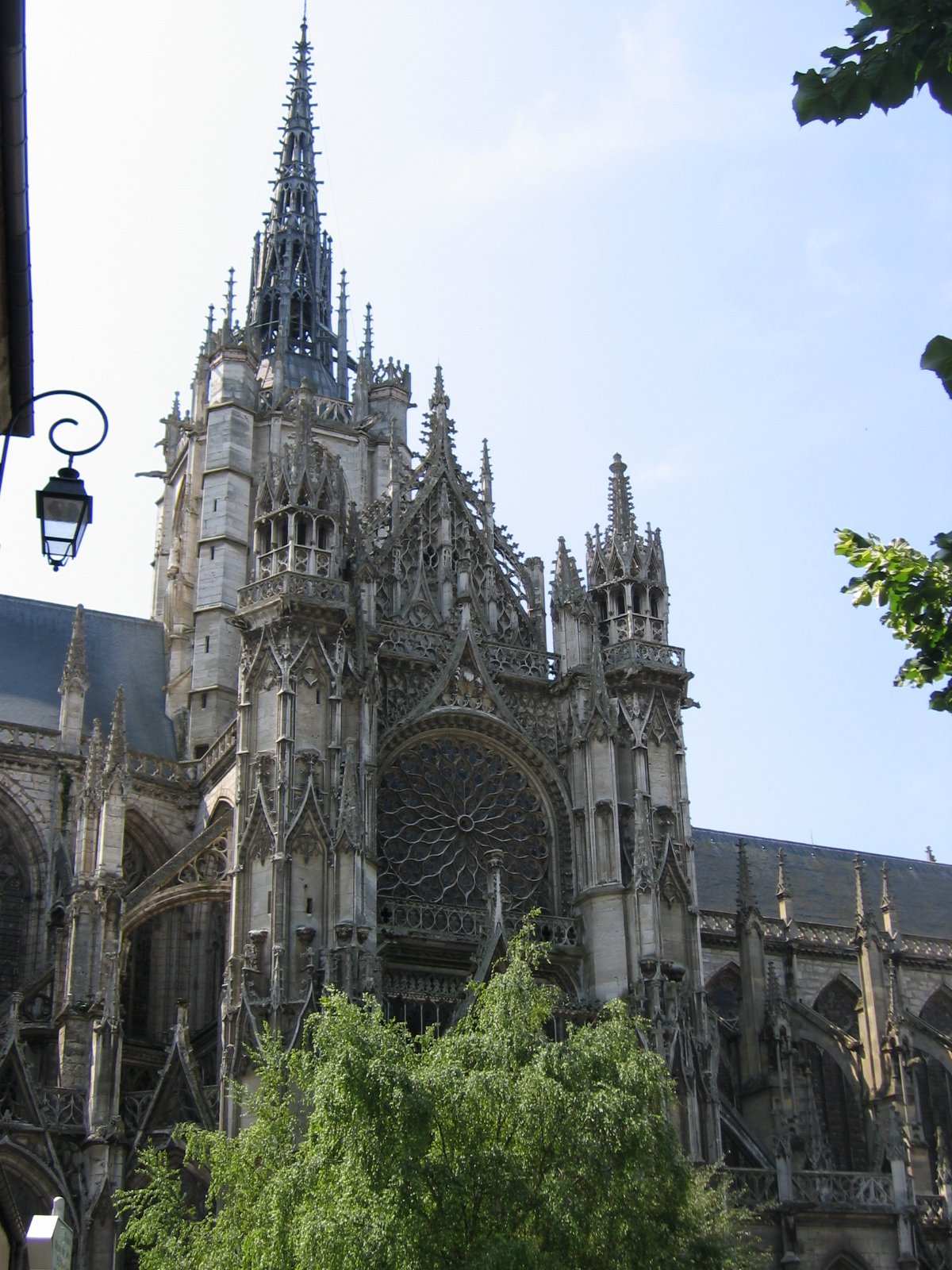
Katedra
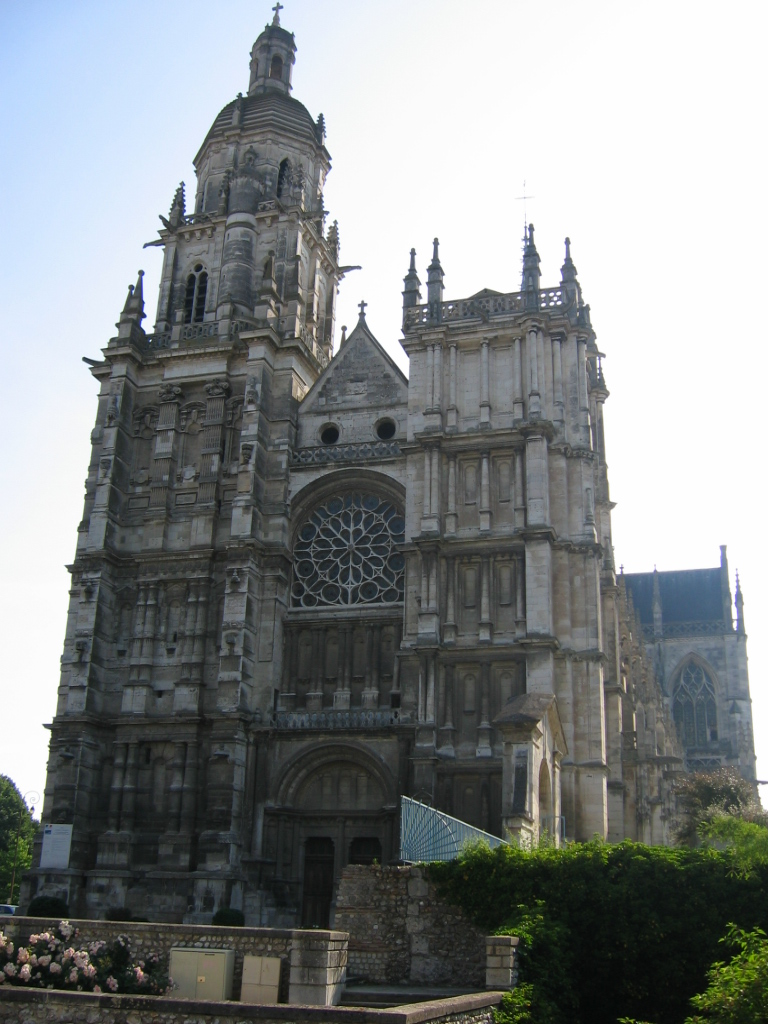
Katedra
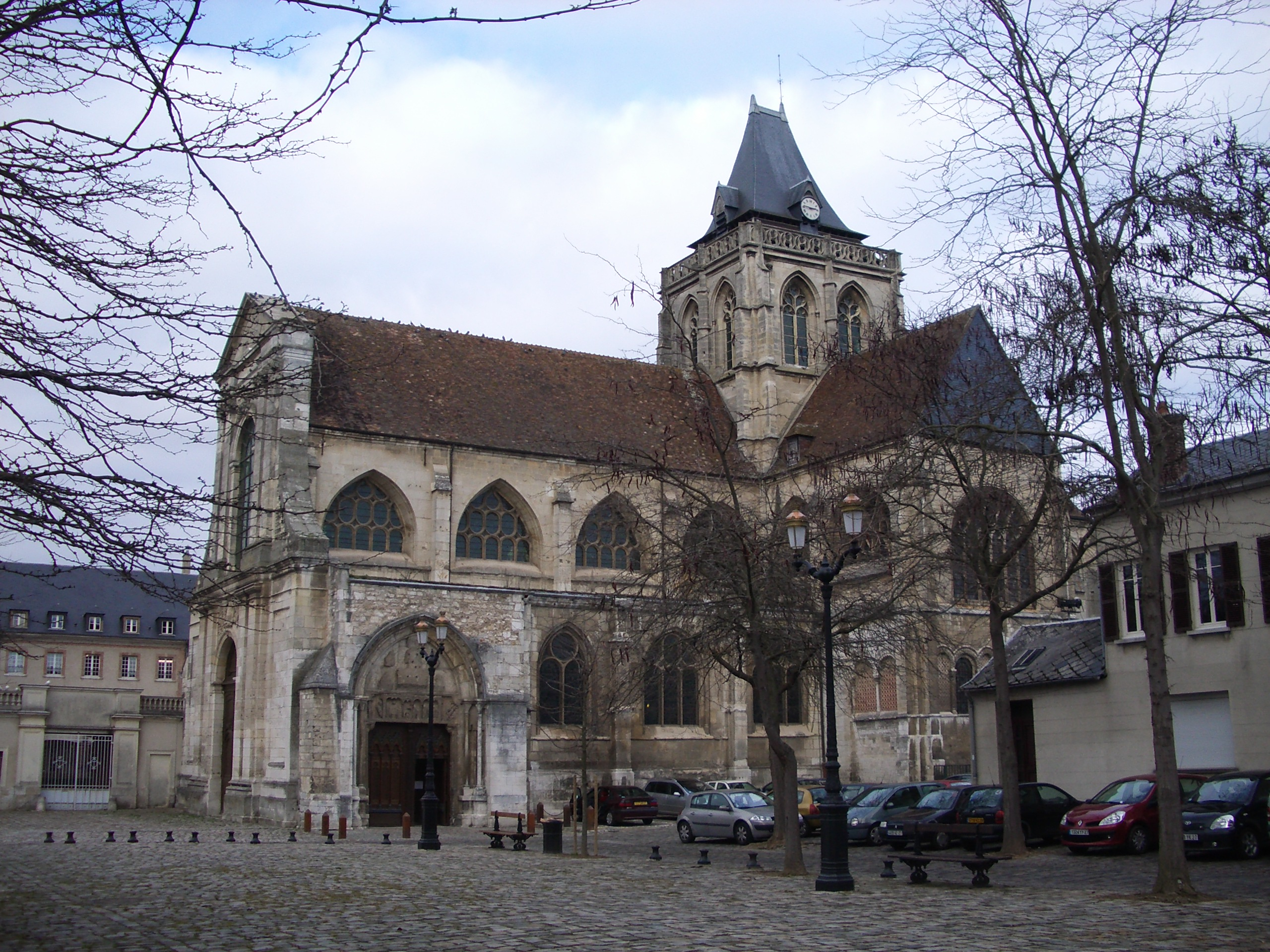
Kościół Saint-Taurin
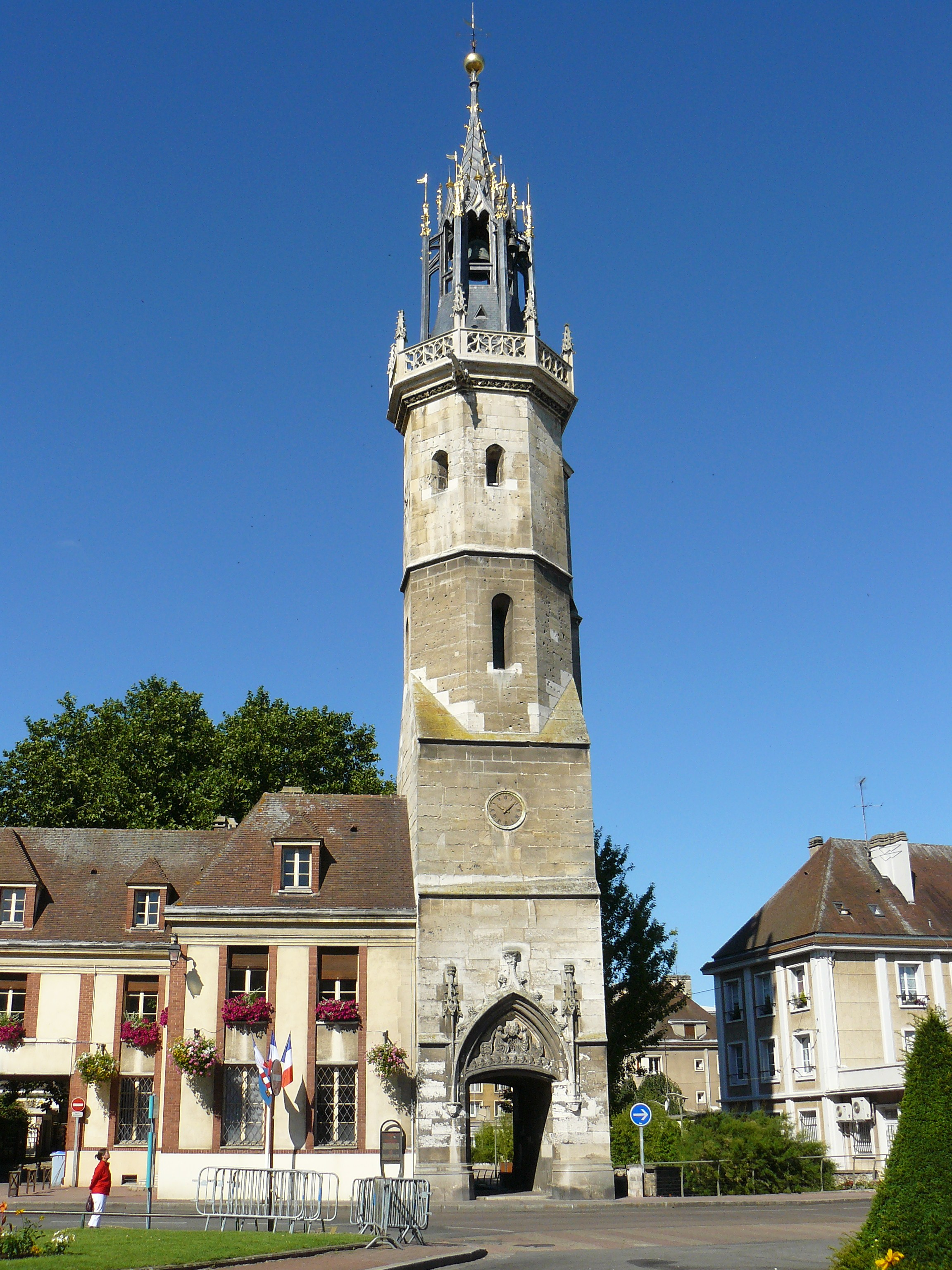
Tour de l'Horloge